# Tau Bootis
Tau Bootis (τ Boo) är en gul-vit dubbelstjärna i stjärnbilden Björnvaktaren. Dess kompanjon är en röd dvärg som kretsar kring stjärnan på ett avstånd på 240 AU. Ett helt varv runt stjärnan kan ta flera tusen år. 
Man har satt Tau Bootis på en lista över möjliga variabla stjärnor, eftersom variationerna inte är fastslagna. Magnituden varierar enligt mätningar 4,46 – 4,52.

## Egenskaper
Primärstjärnan Tau Bootis A är en underjättestjärna av spektralklass F7 IV. Den har en massa som är ca 40 procent större än solens och är därmed något ljusare och varmare. Den har en radie som är ca 1,4 gånger solens och är förmodligen ungefär 1,3 miljarder år gammal. Eftersom det är mer massivt än solen, är dess livslängd kortare - mindre än 6 miljarder år. Tau Bootis är den första stjärnan förutom solen som observerats med att ändra polariteten i dess magnetfält.

## Planetariska systemet
En exoplanet upptäcktes 1997 kretsande kring stjärnan. Det finns också tecken på en annan planet som kretsar kring stjärnan med en period på ca 5 000 dygn, men detta kan bero på en instrumental effekt eller en magnetisk aktivitetscykel. I ett ovanligt fall av rollomvändning verkar det som om Tau Bootis rotation har blivit tidsmässigtt låst till Tau Bootis b.
| Exoplanet | Massa i Jupitermassor | Omloppsperiod i dygn | Halv storaxel  | Excentricitet |
| --------- | --------------------- | -------------------- | -------------- | ------------- |
| b         | 6±0,28                | 3,312463 ± 0,000014  | 0,0481 ± 0,028 | 0,023 ± 0,015 |